# Paul Porical
Pour les articles homonymes, voir Porical.
Pas d'image ? Cliquez ici

a Compétitions nationales et continentales officielles uniquement.

Paul Porical est un joueur français de rugby à XV, né le 23 octobre 1911 à Pézilla-la-Rivière (Pyrénées-Orientales) et mort le 10 août 1977 dans la même commune, de 1,66 m pour 66 kg, ayant évolué avant-guerre au poste d'arrière à l'USA Perpignan.

## Biographie
Il dispute 7 finales majeures nationales avec son club.
Il était jardinier municipal de son état. 
En 1977, près de 40 ans plus tard, son fils Gérald devint vice-champion de France toujours avec le même club, en occupant le même poste que son père. En 2009, son petit-fils Jérôme, encore et toujours arrière (de plus excellent buteur), devient champion de France, lui aussi sous les couleurs de l'USAP.

## Palmarès
Avec Perpignan
- Championnat de France de première division :
  - Champion (1) : 1938
  - Vice-champion (2) : 1935 et 1939
- Challenge Yves du Manoir :
  - Vainqueur (1) : 1935
  - Finaliste (3) : 1936, 1937 et 1938

Avec l'équipe du Languedoc-Roussillon
- Coupe Nationale Pierre Faillot :
  - Vainqueur (1) : 1937[3]